# Qemal-Stafa-Stadion
Das Qemal-Stafa-Stadion (albanisch Stadiumi i Qemal Stafës oder Stadiumi Qemal Stafa, oft verkürzt nur Qemal Stafa) war ein Fußballstadion mit Leichtathletikanlage in der albanischen Hauptstadt Tirana. Der Bau aus dem Jahr 1939 wurde 2016 abgerissen, um einem Neubau, dem Air Albanian Stadium respektive der Arena Kombëtare (deutsch National-Arena) Platz zu machen.
Das Nationalstadion wurde meist für Fußballspiele und gelegentlich für Leichtathletikwettbewerbe genutzt. Die Spielstätte hatte 16.230 Zuschauerplätze und war das größte Stadion des Landes.

## Lage
Das Stadion liegt im Süden Tiranas, ursprünglich am südöstlichen Stadtrand errichtet. Es ist Teil einer größeren städtebaulichen Erweiterung von Gherardo Bosio südlich der Lana, die den Bulevardi Dëshmorët e Kombit, den Mutter-Teresa-Platz (damals Piazza del Littorio) mit den umgebenden Gebäuden (Polytechnische Universität Tirana, Universität der Künste Tirana, Kolonat mit Archäologisches Nationalmuseum) sowie das östlich anschließende Stadion umfasste. Vor dem Stadion lag ein weiterer Platz, der Sheshi Italia, der ab den 1990er Jahren immer stärker als Parkplatz genutzt wurde.

## Geschichte

### Bau und Eröffnung
Mit dem Bau des Stadions wurde unter italienischer Besatzung 1939 – nach anderer Quelle 1941 – begonnen. Vollendet wurde der Bau aber erst nach dem Zweiten Weltkrieg; mitgeholfen hatten jugendliche Bewohner der Stadt in Freiwilligenarbeit. Das Eröffnungsspiel fand am 7. Oktober 1946 im Rahmen des Balkan-Cup statt. Dabei trat die albanische gegen die jugoslawische Fußballnationalmannschaft an. Benannt wurde das Stadion nach dem Partisanen und Politiker Qemal Stafa (1920–1942). 
Später erfuhr es eine Erweiterung und mehrere Renovationen, so durch den Bau der Osttribüne im Jahr 1974, wodurch sich die Kapazität inklusive Stehplätze von 12.000 auf 20.000 Zuschauer erhöhte.
Die beiden Fußballmannschaften KS Dinamo Tirana und FK Partizani Tirana trugen traditionellerweise ihre Heimspiele im Qemal-Stafa-Stadion aus, wo auch die meisten Länderspiele stattfanden. Das Stadion wurde von Anhängern der Nationalmannschaft auch Teufel genannt, weil die albanische Fußballnationalmannschaft zu Hause oft stark spielt.

### Planung für Nachfolgebau und Abriss
Das in die Jahre gekommene Stadion genügte trotz einiger Erweiterungen (Tribüne im Osten) und Umbauten (Kabinen für Spieler) modernen Ansprüchen je länger je weniger.
2010 kündigten die Regierung und der albanische Fußballverband eine Erneuerung des Stadions an. Bis zum November 2012 und dem 100. Unabhängigkeitstag Albaniens wollte man einen Neubau für 33.000 Zuschauer realisieren. Das spanische Architektenbüro RFA Fenwick Iribarren Architects sollte den Stadionbau leiten; der Neubau sollte die Form des Landes annehmen. Die Kosten sollten sich ursprünglich auf 30 Millionen Euro belaufen, ein Drittel wollte der Staat beisteuern und die weiteren 20 Millionen teilen sich FSHF, FIFA und UEFA. Wenige Monate später war aber schon von 60 Millionen Euro die Rede. Anfang 2013 wurde ein verkleinertes Projekt vorgestellt.

Schließlich wurden beide Projekte annulliert, und im Februar 2014 wurde bekanntgegeben, dass Manica Architecture den Auftrag für den Neubau erhalten habe. Der Neubau solle die Kriterien der Kategorie 4 des UEFA-Stadioninfrastruktur-Reglements erfüllen. Gleichzeitig begannen in Elbasan die Modernisierungsarbeiten am Ruzhdi-Bizhuta-Stadion, das zur modernen Elbasan Arena umgebaut wurde. Ab Oktober 2014 hielt die albanische Fußballnationalmannschaft ihre Spiele provisorisch dort ab. Die geplanten Abrissarbeiten am Qemal-Stafa-Stadion ließen aber weiter auf sich warten, so dass nationale Begegnungen weiterhin im Qemal-Stafa-Stadion ausgetragen wurden, so neben Meisterschaftsspielen im Mai 2015 das Finalspiel des Fußballpokals.
Im April 2016 wurde ein weiteres neues Projekt angekündigt, mit dessen Umsetzung rasch begonnen wurde. Der Neubau für 22.000 Zuschauer umfasste auch einen Hotelturm, Läden und Gaststätten. Die Kosten beliefen sich auf 75 Millionen Euro und sollen durch gemischte Nutzung ohne Beteiligung des Staats finanziert werden. Die Abbrucharbeiten des Stadions begannen im Juni 2016, nachdem der Spatenstich für das Projekt zuerst für den Mai angekündigt worden war. Die offizielle Eröffnung des Air Albania Stadium fand am 17. November 2019 beim Länderspiel gegen Frankreich statt.
Der Aufgang zur Haupttribüne des Qemal-Stada-Stadions, ein Kulturdenkmal, wurde erhalten und in den Neubau integriert.

## Bilder

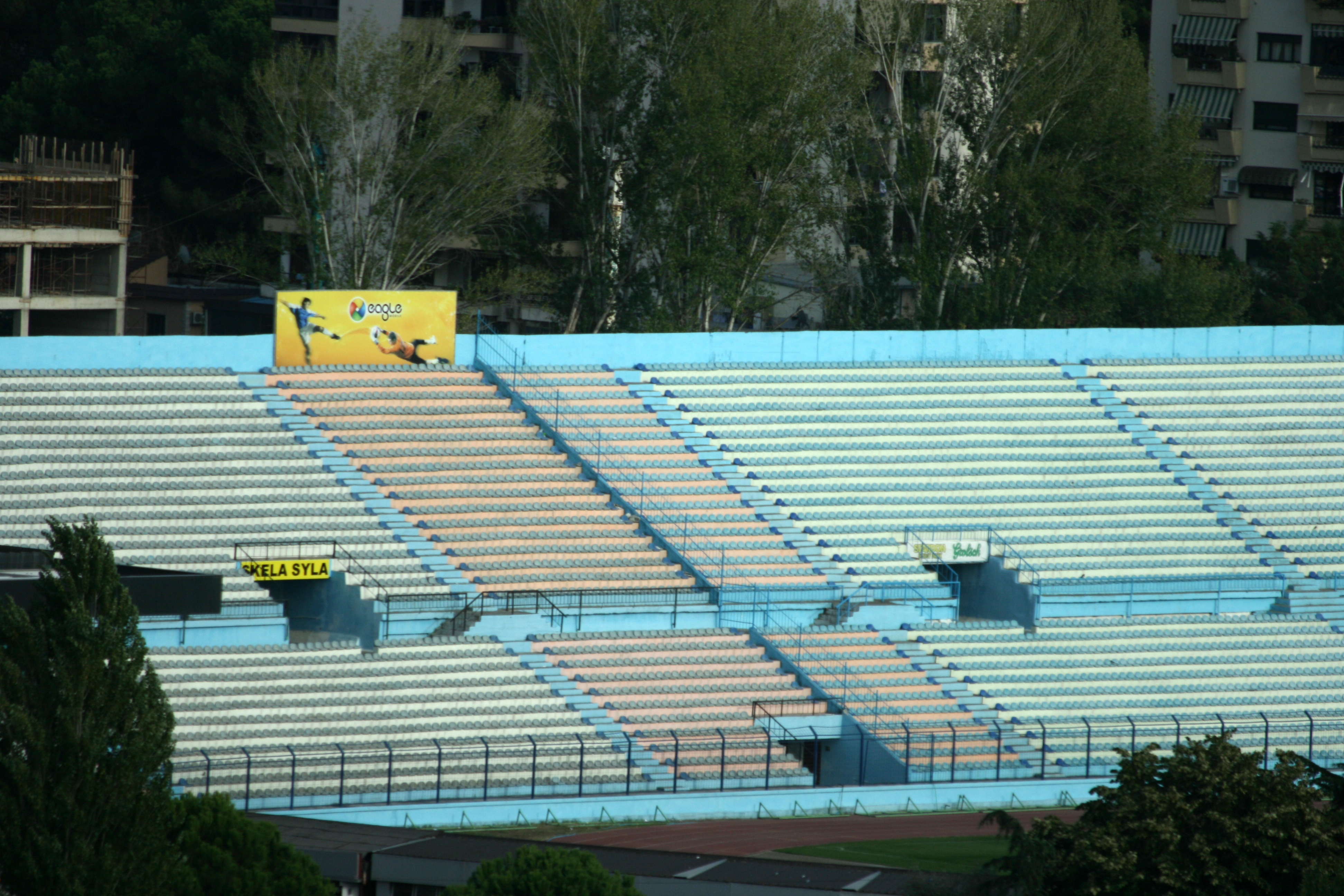
Nahaufnahme der Gegentribüne
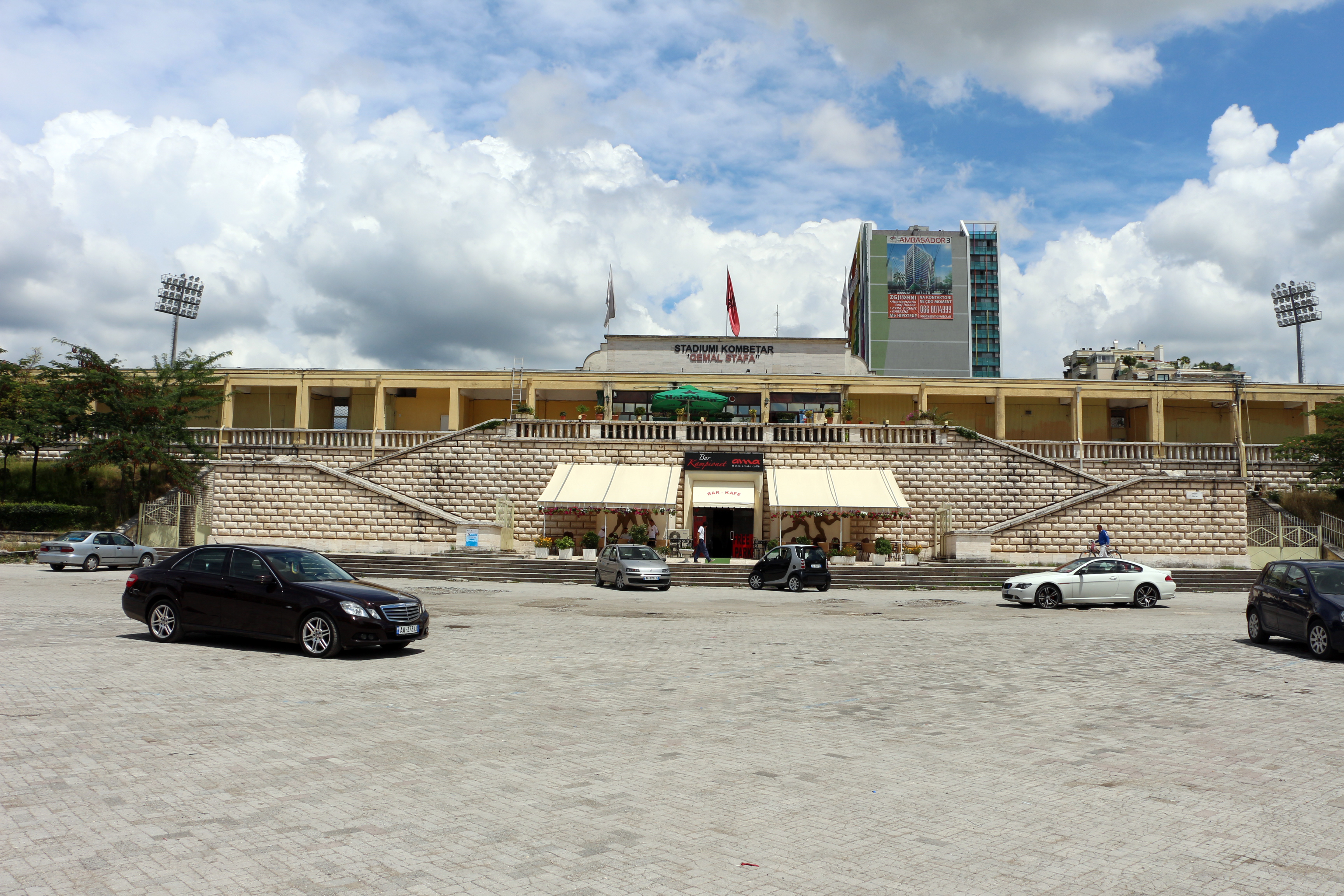
Fassade der Haupttribüne
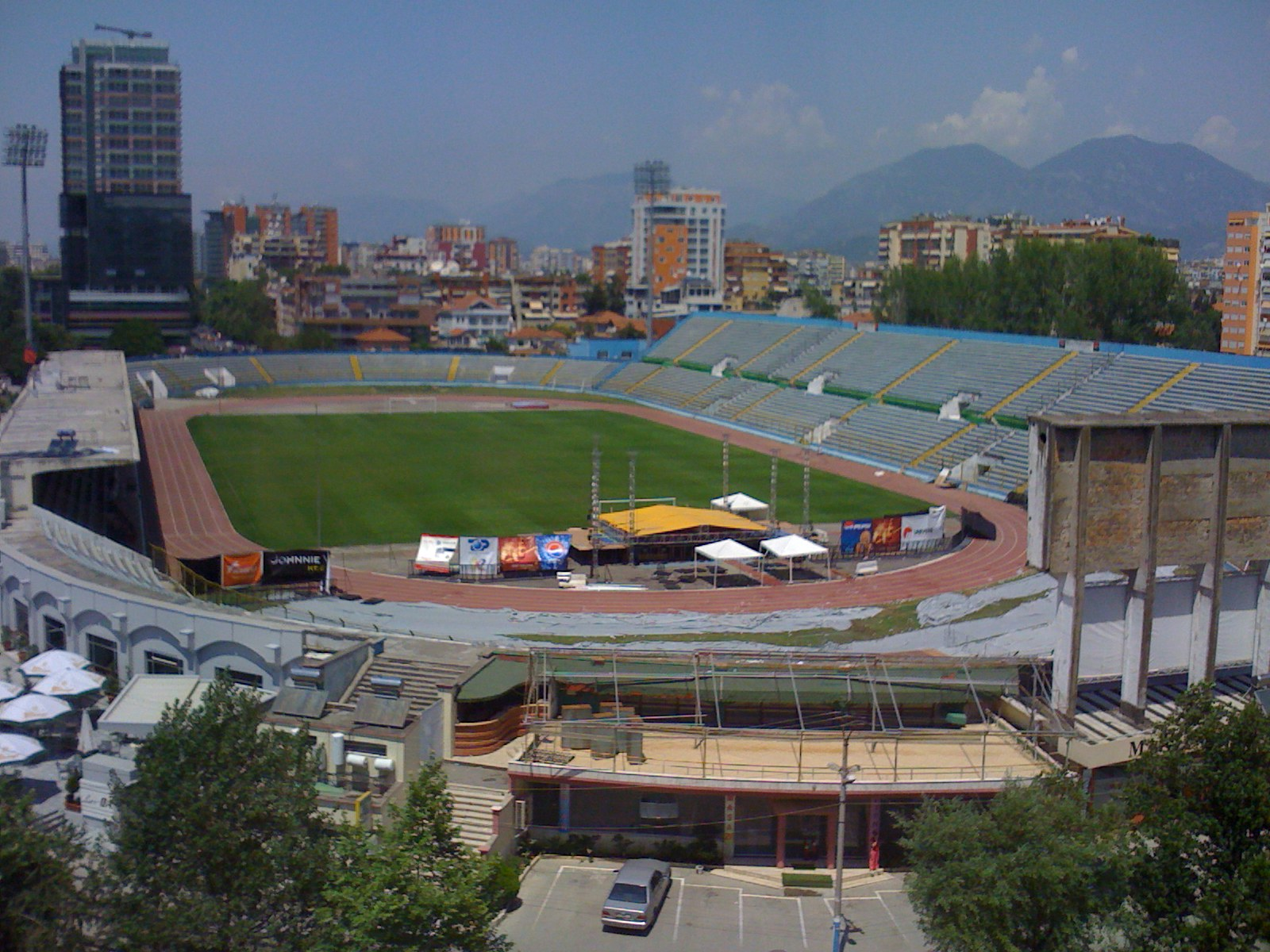
Blick in das Stadion